# Taiji (Wakayama)
Pour les articles homonymes, voir Taiji.
Taiji (太地町, Taiji-chō) est un bourg du district de Higashimuro, dans la préfecture de Wakayama, au Japon. À la fin des années 2000, l'œuvre cinématographique américaine The Cove, Oscar du meilleur film documentaire en 2010 et traitant de la chasse annuelle aux dauphins de Taiji, l'a rendu célèbre dans le monde entier.

## Toponymie
Le toponyme « Taiji » (« 太地 ») est issu du nom de la famille dominant la région au début de l'époque Nanboku-chō (1336-1392) : les Taiji (泰地). Il s'écrivait aussi « 泰地 ».

## Géographie

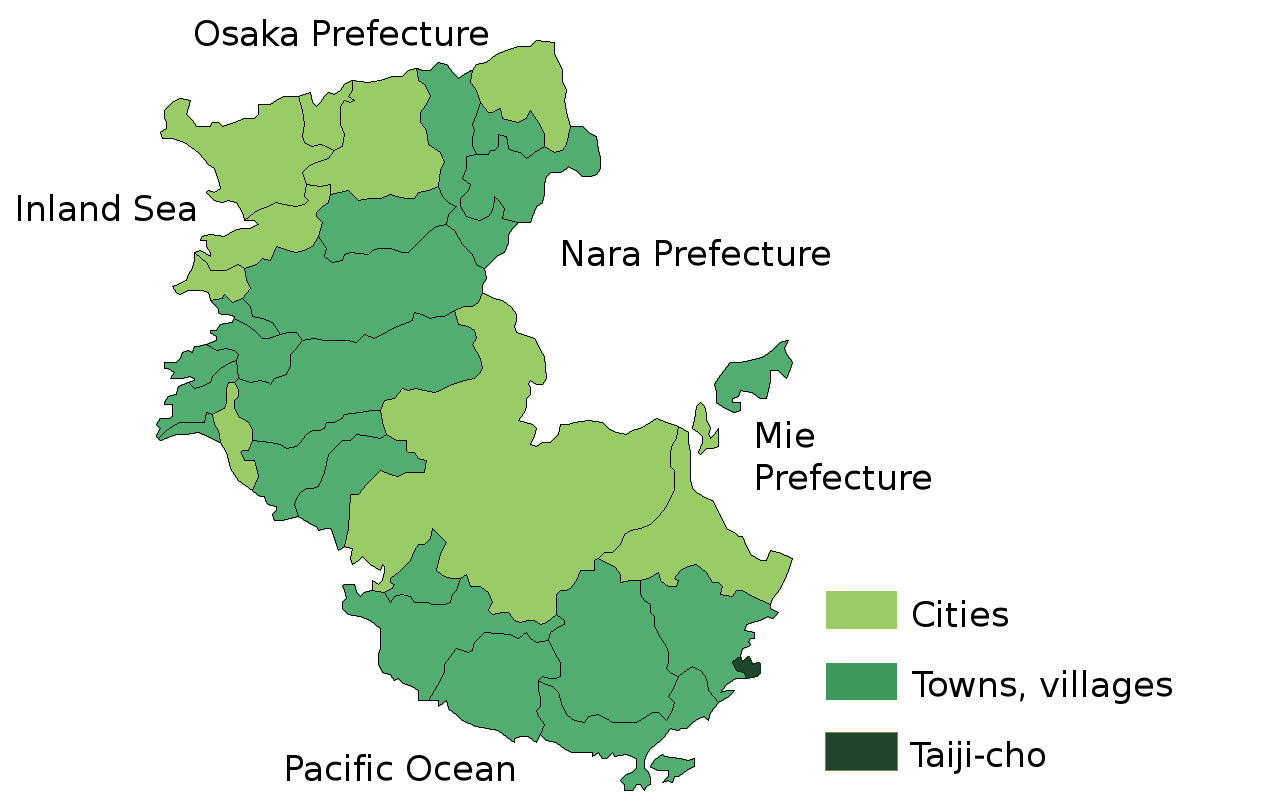
Situation de Taiji dans la préfecture de Wakayama.

### Situation
Plus petite municipalité de la préfecture de Wakayama, le bourg de Taiji est situé dans le sud-est du territoire préfectoral, au nord-est du cap Shiono (partie est de la péninsule de Kii), partie la plus méridionale de l'île de Honshū, au Japon. Il est divisé en deux ; une partie du bourg s'étale au nord de la baie de Moriura. Sa façade maritime s'étend au bord de la mer de Kumano et est incluse dans le parc national de Yoshino-Kumano,.

### Démographie
Lors du recensement national de 2015, le bourg de Taiji avait une population estimée à 3 087 habitants répartis sur une superficie de 5,81 km2 (densité de population de 531 hab./km2),. La population de la municipalité de Taiji diminue sensiblement chaque année depuis 1980, année où elle se composait de 4 539 résidents. En 2017, la proportion des personnes âgées de 65 ans et plus était de 41,7 % (30,9 % en 2000), celle des moins de 15 ans 8,6 % (13,4 % en 2000).

### Topographie
Sur le territoire de Taiji, un port naturel, l'altitude varie entre 100 et 200 m.

## Histoire
Le nom de Taiji est mentionné dans le Shoku Nihongi, un texte officiel d'histoire du Japon publié à la fin du VIIIe siècle. En 754, Kibi no Makibi, de retour de mission dans la Chine des Tang pour le compte de l'impératrice Kōken, y décrit son passage au large de l'endroit.

### XVIIesiècle
Taiji est une cité baleinière depuis l'époque d'Edo (1603-1868), ses habitants pratiquant la chasse à la baleine et aux dauphins. Des techniques de chasse traditionnelles japonaises y sont développées et utilisées depuis le XVIIe siècle, ce qui fait de Taiji le « berceau de la pêche à la baleine,, ».

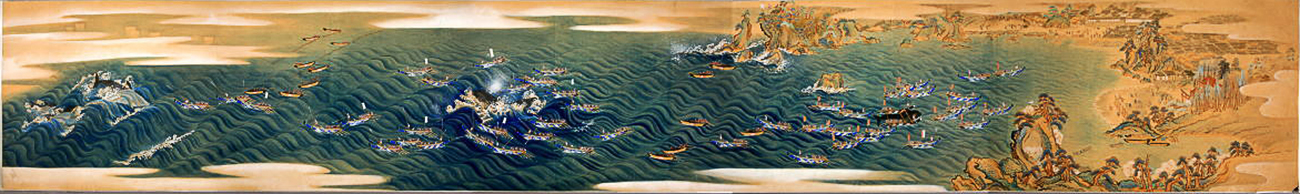
Chasse traditionnelle à Taiji dépeinte sur un emaki de l'époque d'Edo.

### XIXesiècle
Vers la fin du XIXe siècle, la concurrence de pays comme les États-Unis contraint les pêcheurs de Taiji à prendre de plus en plus de risques pour pouvoir capturer des baleines. En 1878, une chasse en pleine tempête entraîne la mort par noyade d'une centaine de pêcheurs. Cette perte de main d'œuvre a affaibli durablement l'activité de pêche de Taiji,.
En 1888, au cours de la mise en place du nouveau système d'administration des municipalités élaboré par le gouvernement de Meiji, les villages de Taiji et Moriura sont créés. Taiji absorbe Moriura l'année suivante.

### XXesiècle
Après la guerre russo-japonaise 1904-1905), l'industrie de la chasse à la baleine de Taiji est redevenue une activité économique prospère, notamment grâce à l'adoption de techniques modernes de chasse à la baleine. La population de Taiji augmente et, en 1925, le village acquiert officiellement le statut de bourg. Après la guerre du Pacifique (1941-1945), période au cours de laquelle le bourg de Taiji a connu des pénuries alimentaires, le développement de la municipalité reprend, organisé autour de la pêche.
Durant la période du « miracle économique japonais », de 1964 à 1969 en particulier, la pression démographique pousse les autorités municipales à faire construire un terre-plein en baie de Moriura pour poursuivre l'urbanisation du bourg.
En 1988, une décision de la Commission baleinière internationale (CBI) oblige Taiji à suspendre la chasse commerciale à la baleine. Cependant, les pêcheurs locaux continuent à chasser des petites baleines et des dauphins. La chasse annuelle aux dauphins de Taiji est sujet à controverses et le bourg subit des pressions continues de divers groupes opposés aux pratiques traditionnelles de chasse aux cétacés perpétuées à Taiji. Vers la fin des années 2000, le film documentaire américain The Cove (« La baie de la honte »), récompensé d'un Oscar en 2010, amplifie à l'échelle internationale le mouvement de protestation contre la pêche dirigée des dauphins dans la baie de Taiji. Selon des associations comme l'ONG Sea Shepherd Conservation Society, les pêcheurs y capturent chaque année environ 20 000 dauphins, dont quelques spécimens sont épargnés pour être vendus à des delphinariums dans le monde entier, contre 2 317 dauphins selon l'Agence japonaise des recherches sur les Pêches qui situe le nombre de dauphins tués juste en dessous du quota de 2 400 dauphins auto-imposé par la municipalité de Taiji[réf. nécessaire].

### XXIesiècle
Malgré les protestations internationales, les pêcheurs de Taiji poursuivent leurs captures de petits cétacés, notamment le dauphin d'Électre et la baleine pilote, des espèces qui ne sont pas prises en compte dans la réglementation de la CBI. Les baleiniers de Taiji participent également à la chasse à la baleine de Minke qui est autorisée à des fins scientifiques seulement par la CBI. Selon l'Agence de recherche sur les Pêches, en 2007 12 813 dauphins ont été capturés au Japon, dont 1 623 dans la préfecture de Wakayama.
En juillet 2011, afin de réguler les confrontations automnales répétées entre militants écologistes et pêcheurs locaux, les autorités municipales de Taiji renforcent l'effectif policier.

## Économie
Dans le bourg de Taiji, la pêche est la principale activité économique du secteur primaire. La municipalité possède une industrie manufacturière et des entreprises spécialisées dans la construction. Les services et le commerce de détail constituent un important bassin d'emplois pour le bourg.
En 2010, la population active de Taiji était de 1 354 actifs (1 725 en 1995), dont 1 072 dans le secteur tertiaire (79,2 %) et 183 dans le secteur secondaire (13,5 %).

## Culture locale et patrimoine

### Musées

#### Muséum de la baleine
Le muséum municipal de la baleine de Taiji est un complexe muséal dédié aux cétacés qui a ouvert en 1969,,. Il informe le public sur le mode de vie des cétacés et l'histoire de la chasse à la baleine. Il héberge une quarantaine de dauphins et quelques baleines de petite taille. En 1992, le muséum enregistre 410 000 visites, plus de 200 000 en 2000 et environ 110 000 en 2015.

Vues du musée de la Baleine
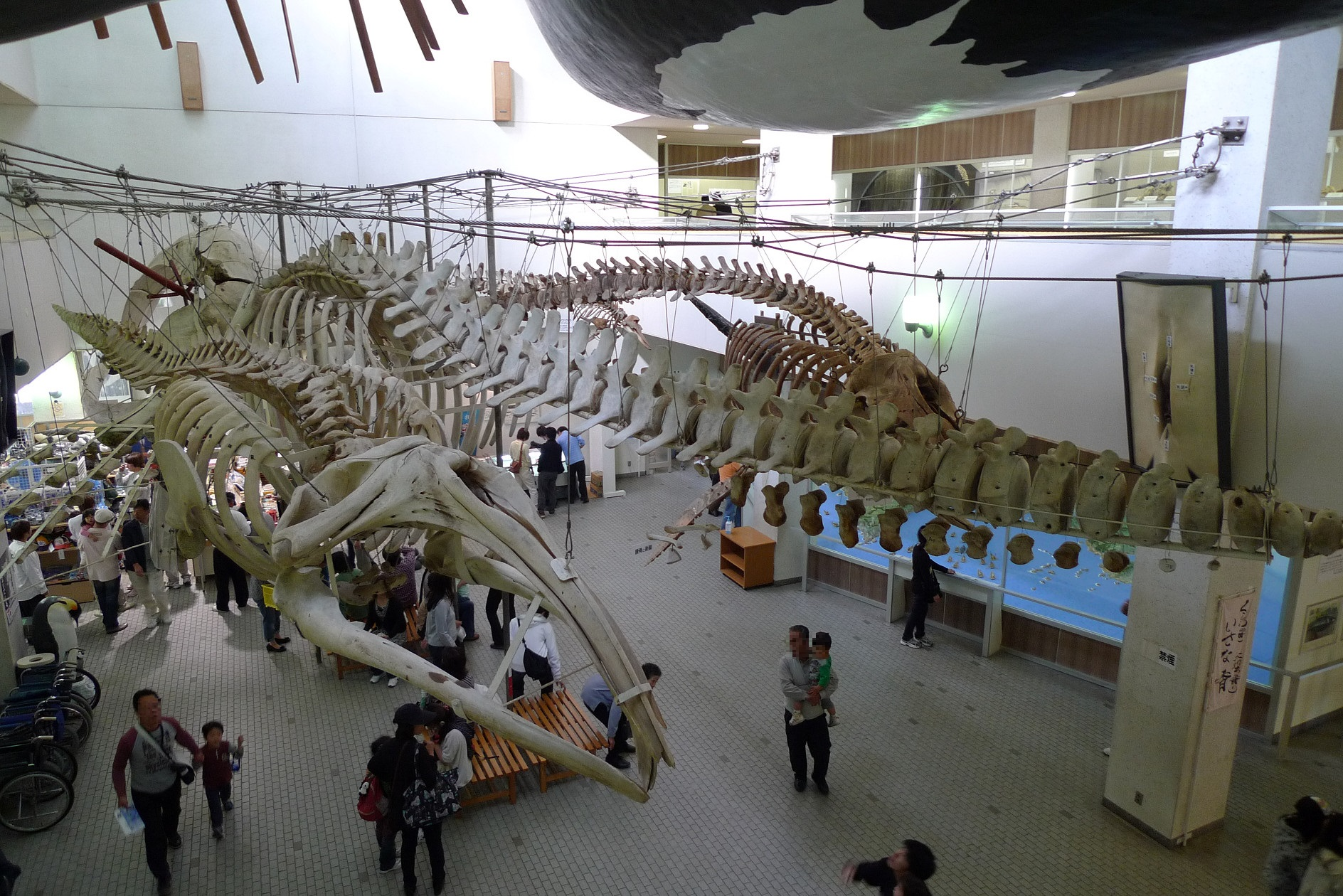
Le squelette d'une baleine exposé à l'intérieur d'un bâtiment du muséum.
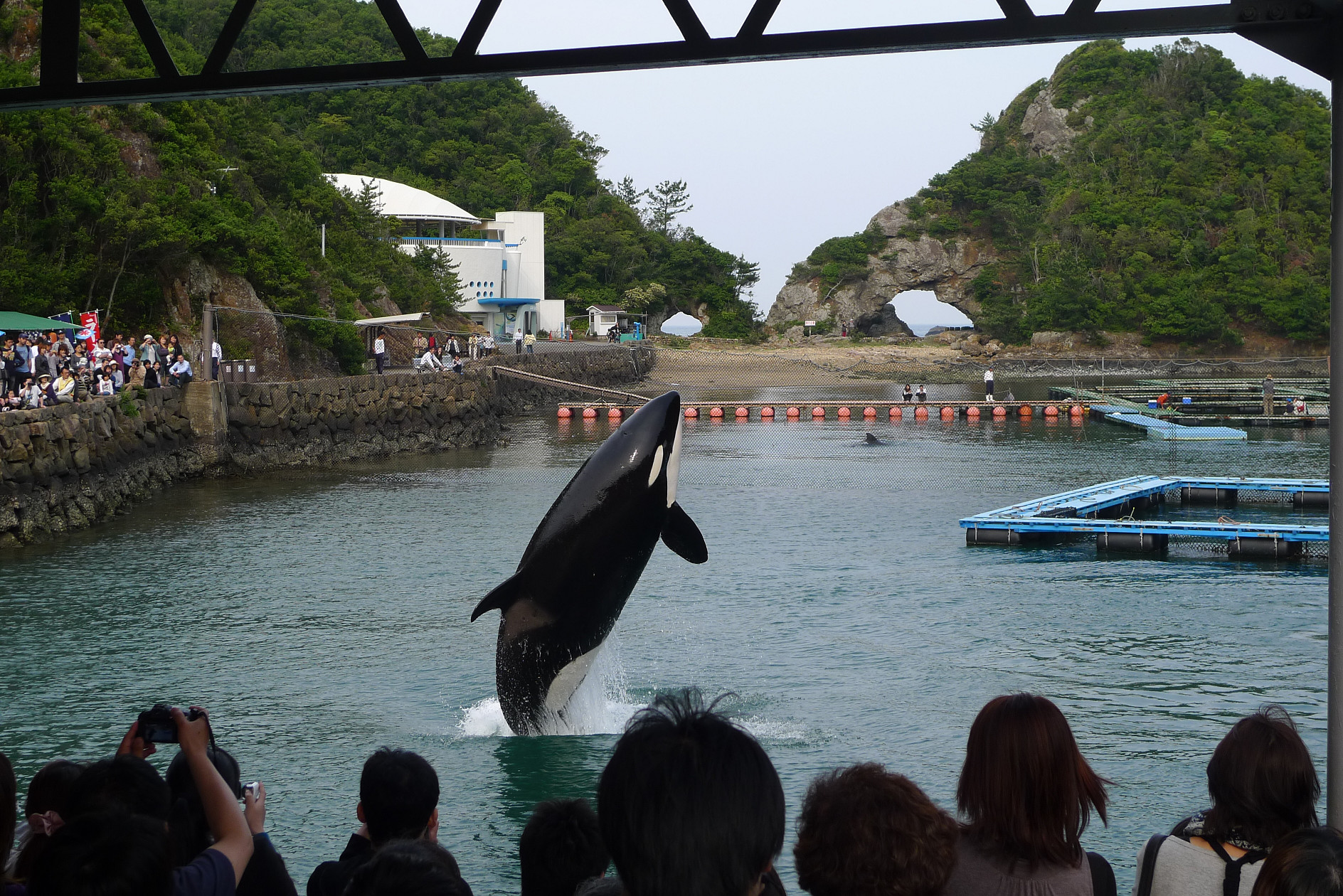
Spectacle d'orques.
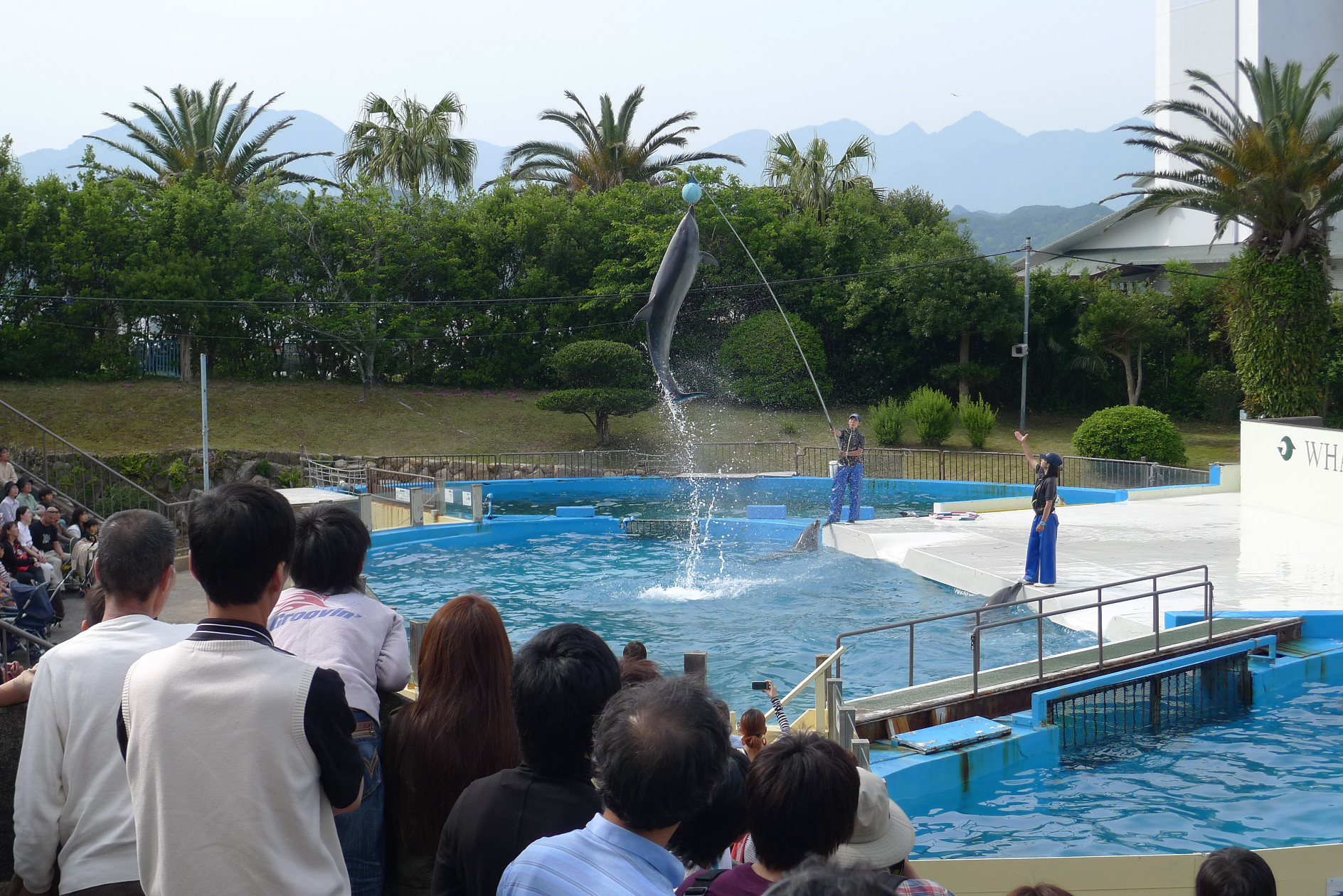
Spectacle de dauphins.
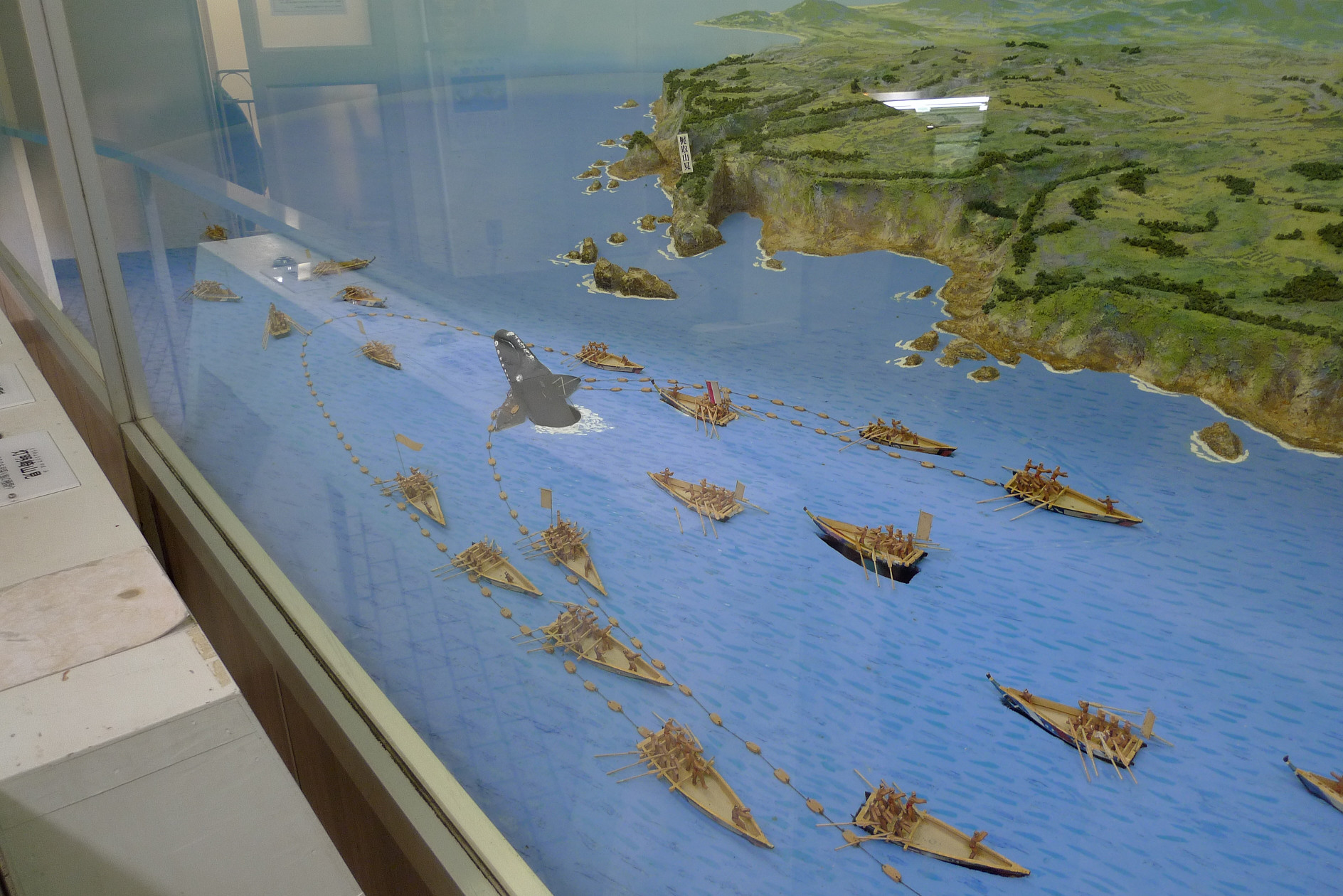
Reconstitution miniature d'une chasse traditionnelle à la baleine.

#### Musée du baseball
Le musée du baseball Hiromitsu Ochiai rend hommage au joueur de baseball japonais Hiromitsu Ochiai (en) qui a remporté à trois reprises la triple couronne du championnat national.

#### Musée Ishigaki
Le musée Ishigaki commémore le peintre Eitaro Ishigaki (en), originaire de Taiji.

### Événements
Le matsuri (festival traditionnel) d'été de Taiji, également nommé festival Isana Taiji, a lieu, chaque année, le 14 août, pendant la période d'O-Bon. Il célèbre depuis 1989 la culture baleinière de Taiji, transmise de génération en génération depuis plus de quatre cents ans.
Le festival d'automne de Taiji est le Taiji kujira matsuri (festival des baleines de Taiji). Il a lieu chaque premier dimanche de novembre. La kujira odori (danse de la baleine), une danse traditionnelle effectuée depuis plus de quatre cents ans par les baleiniers locaux pour célébrer une bonne prise est, avec la parade de bateaux de pêche, l'une des principales manifestations de l'événement municipal.

## Transports

### Chemin de fer
La ligne principale Kisei opérée par la JR West traverse Taiji. La gare de Taiji est la seule gare de la ville et se trouve juste à l'extérieur de la zone Moriura. Une ligne de bus circulaire relie la gare avec les zones touristiques et l'hôtel de ville. Tous les trains locaux et des trains express s'arrêtent à la gare de Taiji.

### Routes
Les principales routes traversant Taiji sont la route nationale 42, les routes préfectorales 289 et 240.

## Éducation
Taiji possède une école élémentaire et un collège.

## Jumelages
La ville de Taiji est jumelée à la ville de Broome (Australie), depuis 1981, et à Hakuba (Japon), depuis 1984. En août 2009, le conseil municipal de Broome suspend son association avec Taiji en signe de protestation contre le massacre annuel des dauphins. Cette mesure est annulée quelques semaines plus tard. Les liens entre les deux municipalités sont établis depuis les années 1900, lorsque le Pays du Soleil levant était intéressé par l'industrie perlière australienne.

## Personnalités liées à la municipalité

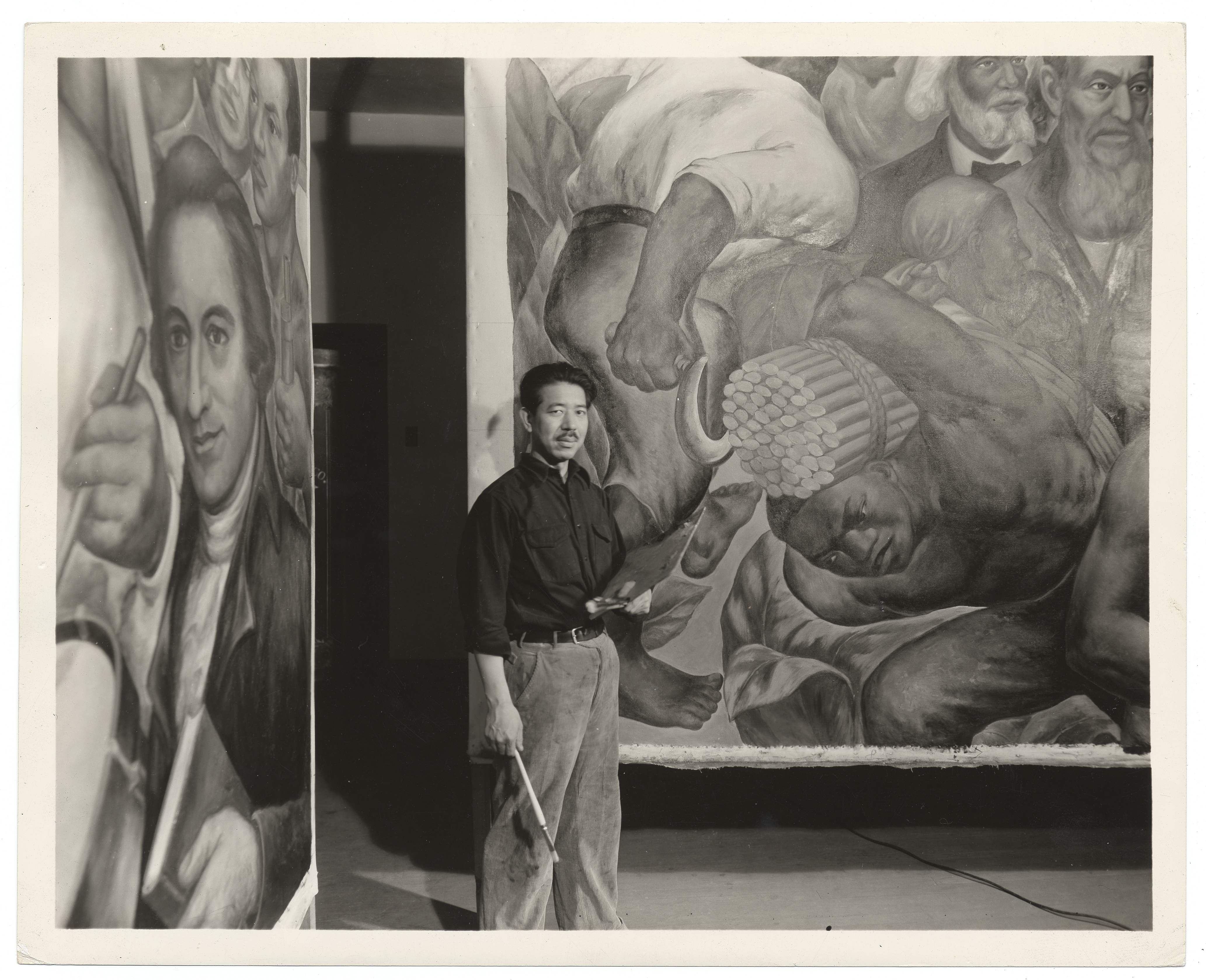
Eitaro Ishigaki est un artiste américain originaire de Taiji.

- Jūrō Oka, le « père de la chasse à la baleine au Japon ».
- Eitaro Ishigaki (en) (1893-1958), artiste américain.
- Kiwako Taichi (1943-1992), actrice. Son nom de scène est un hommage à son village natal : Taiji, qu'elle a finalement choisi de contracter en Taichi[21].